# Cinquillo cabrón
El juego de naipes conocido como cinquillo cabrón tiene características similares al cinquillo común, sólo que aquí no es necesario colocar cartas consecutivas sobre la mesa, bastará con que sean del mismo palo.
No obstante, colocar un naipe más alto o más bajo del correspondiente dentro de una de las columnas que se van formando al jugar al cinquillo cabrón bloquea la posibilidad de poner todas las que irían en las posiciones intermedias, es decir, si en el extremo de la columna hay un 6 y alguien coloca un 10, ya no se podrán poner el 7, el 8 y el 9; quienes posean dichos naipes deberán quedárselos.
Por lo tanto, resultará ganador del cinquillo cabrón quien consiga tener la menor cantidad de cartas una vez que sea imposible continuar jugando porque todas las columnas están “cerradas”.
El recuento de puntos al jugar cinquillo cabrón se realiza de la siguiente manera: el ganador recibirá tantos puntos como naipes tengan sus rivales en la mano al momento de finalizar el juego. Si se produce un empate, el puntaje se reparte.